# Nepharis alata
Nepharis alata là một loài bọ cánh cứng trong họ Silvanidae. Loài này được Laporte de Castelnau miêu tả khoa học năm 1869.